# Kodály-Methode
Die Kodály-Methode, benannt nach Zoltán Kodály, dem nach Béla Bartók und Franz Liszt bedeutendsten ungarischen Komponisten und Musikwissenschaftler, ist eine musikpädagogische Konzeption.

## Allgemeine Prinzipien: Methode oder Konzept?
Kodálys Ideen zur Musikerziehung wurden bekannt unter dem Begriff Kodály-Methode oder Colourstrings-Methode Exakter gesagt handelt es sich aber um eine musikpädagogische Konzeption, da Kodály selbst nur Erziehungsprinzipien und keinen systematisch aufgebauten Lehrgang oder Unterrichtseinheiten für Lehrer formuliert hat, sondern die Umsetzung seiner Prinzipien nachträglich von seinen Studenten und Anhängern in Absprache mit Kodály realisiert wurde, nachdem sich Kodály 1925 der Musikpädagogik zuwendete.
Prägendes Erlebnis im Leben Kodálys ist die einfache Volksmusik der ländlichen Bevölkerung. Die Auseinandersetzung mit der ungarischen Volksmusik zieht sich wie ein roter Faden durch Kodálys Lebenswerk.
Kodály war bis 1925 Fachmusiker und als Musikwissenschaftler, Ethnologe und Pianist aktiv.
Nach seinem Studium an der Musikakademie Budapest, welches er 1905 mit dem Diplom in Komposition abschloss, verfasste Kodály seine Dissertation zum Thema „die Strophenstruktur des ungarischen Volksliedes“ (1906).
1911, in dem Buch „Musiktheorie und Harmonielehre“ von Matrás Zoltai, spricht Kodály davon, dass Training das eigentliche Ziel der Musiktheorie sei, Ziel des Unterrichts solle das Vom-Blatt-Singen sein und die Fähigkeit, eine Melodie nach dem Gehör niederschreiben zu können.

## Hinwendung zur Pädagogik
Das Jahr 1925 bezeichnet sowohl den Wendepunkt in Kodálys Schaffen als auch in der ungarischen Musikerziehung. Ein Erlebnis veranlasste ihn zum Umdenken. Bei einer Wanderung traf er eine Gruppe singender Mädchen, die auf einem Schulausflug waren. Ihr Singen beeinflusste ihn so stark, dass er nur noch eine Zukunft mit musikalischen Analphabeten sah. Kodály erkannte: Es ist wichtiger, wer in einem Dorf Gesanglehrer ist, als wer Operndirektor.
Seitdem stellte Kodály die allgemeine Musikerziehung auf eine Ebene mit der fachliche Ausbildung; und es kam zu einer Verknüpfung der pädagogischen und kompositorischen Tätigkeiten.

## Die Erziehungsphilosophie
Zoltán Kodálys Ideen zur Reform der Musikerziehung gehen zurück auf die Probleme sowie sozialen und kulturellen Umstände in Ungarn. Das Kodály-Konzept weist Verbindungen zu anderen Theorien jener Zeit auf und basiert auf der ungarischen Kultur.
Dennoch kann es auf andere musik-kulturelle Bedürfnisse angewendet werden.
Das Universalgenie Kodály, der in einer Person Musikethnologe, Kulturpolitiker, Komponist, Pädagoge, Musik- und Sprachwissenschaftler war, strebte in seinen Schriften und Reden besonders kulturpolitische Veränderungen an.
Mit seinem Ausspruch „Musik gehört allen“ forderte Kodály, Musik im Sinne von Allgemeinbildung allen Menschen zugänglich zu machen:
„Wir sind überzeugt, dass die Menschheit glücklicher wird, wenn sie es lernt zu musizieren, und wer seinen Teil zu dieser Entwicklung beiträgt, hat nicht umsonst gelebt.“
Denn:
„Die Erneuerung muß von unten ausgehen. Was nützen die schönsten Lehrpläne, die weisesten Richtlinien, wenn niemand da ist, der sie mit Herz und Überzeugung verwirklicht. Seelenformung auf administrative Weise ist nicht möglich. Es ist aber viel einfacher, die durch Schönheit und Wissen geformten Seelen zu administrieren. Ja, dies würde aber eine Änderung der öffentlichen Meinung voraussetzen.“

## Pädagogisches Vermächtnis
In seinem 1929 erschienenen Artikel „Kinderchöre“ betont Kodály: „Musik ist Allgemeingut“ und setzte sich so für Demokratisierung des ungarischen Musiklebens ein. Die Musik soll ähnlich ihrer bei den Griechen im Altertum zukommenden zentralen Rolle auch in Ungarn wieder allgemeine Bedeutung erlangen. Kodálys Ziel bestand darin, jedem Menschen, nicht nur den Gebildeten, die Musik zugänglich zu machen.
Die menschliche Stimme und ihr Gesang ist das Instrument aller und da die Stimme als Instrument allen am leichtesten zugänglich ist, können auf diese Weise Massen zur Musik geführt und auf diese Weise großflächig kulturpolitische Veränderung bewirkt werden.
Als Auslöser der Reform der ungarischen Musikerziehung nennt Kodály für den musikalischen Rückstand drei Ursachen:
Zum einen die Vernachlässigung der Institution Schule, zum anderen das Ignorieren der musikalischen Früherziehung im Kindergarten und die desinteressierte Einstellung der Berufsmusiker.
Er forderte eine Reform des Schulsystems, wobei der Staat dafür Sorge tragen solle, dass der Musikunterricht systematisch ausgebaut werde. Ähnlich wie Leo Kestenberg es in seiner Schulreform forderte, ist Kodály der Meinung, dass sich die Zukunft der Bildung in der Schule entscheidet, weil die Schule die Aufgabe hat, die Kinder an die ersten Musikerlebnisse heranzuführen. Das tägliche Singen sei auch förderlich für die geistige Entwicklung der Kinder; der Chorgesang fördere das Gemeinschaftsdenken und erziehe die Mitglieder zu disziplinierten Menschen.
Allein durch die Revision der musikalischen Lerninhalte sei die Reform des Musikunterrichts allerdings nicht durchführbar. Auch die bessere Ausbildung und die Aufwertung des Musiklehrer-Status sollte verwirklicht werden.
Deswegen forderte er einen Weg, um den schulischen Gesangsunterricht zu verbessern. So wie jeder Mensch schreiben und lesen kann, ist das Beherrschen der Noten die Grundlage jeden Musikverständnisses.

## Die Bedeutung der Stimme als kulturpolitisches Mittel
Im Zentrum der Konzeption steht das aktive Singen und Musizieren der Schüler. Daraus folgt der nächste wichtige Grundsatz, nämlich die Betonung des anspruchsvollen Chorgesangs. Der Chorgesang soll mit Hilfe des Solfeggios als Hörerziehung den Weg zur Kunstmusik ebnen. Denn „nur durch die Hörerziehung führt der Weg zum Musikverständnis“ und „nur durch die Sensibilisierung des musikalischen Hörens wird die Aufnahme der musikalischen Sprache eines Werkes möglich und nur dadurch wird der von der Musik zu trennende Inhalt faßbar“. Erst durch die Ausbildung eines guten Gehörs wird jeder Schüler zu einem fähigen Musiker.
Das Singen sollte spätestens in der Schule gefördert werden, weil im Alter von 6 bis 16 Jahren die Kinder am aufnahmefähigsten für ihre wichtigsten musikalischen Erlebnisse sind. Deswegen setzt sich Kodály besonders für den frühen Beginn der Hörerziehung im Kindergartenalter ein. In seinem Aufsatz „Musik im Kindergarten“ (1941–1957) betont Kodály, dass „eine Bildung des musikalischen Gehörs nötig ist und zwar systematisch“. „Wenn die Seele fast bis zum siebenten Jahr brach liegt, kann ihr das, was nur frühzeitig hätte gesät werden können, nicht mehr wachsen“. Die Aufgabe des Kindergartens ist wesentlich für die Grundlegung der Gemeinschaftserziehung durch Musik.
Der Unterricht im Chorgesang erfolgt nach progressiven Übungen aus der „Chorschule“. Dies ist ein Lehrgang musikalischer Erziehung vom ersten Anfang im Kindergarten bis zur Konzertreife. Die Stücke charakterisiert eine leichte Singbarkeit mit farbiger Harmonik, so dass von Anfang an Singen in anspruchsvoller Mehrstimmigkeit möglich ist. Grundlage der Methode bildet die ungarische Volksmusik, die auf einem hohen musikalischen Niveau gesungen werden soll. Denn die Volksmusik sei die musikalische Muttersprache und bilde deswegen den Ausgangspunkt für den Musikunterricht. Sie soll vor dem Kennenlernen anderer Musikwerke beherrscht werden.
Das Ziel des Musikunterrichts nach der Kodály-Pädagogik ist die Entwicklung einer genauen Klangvorstellung. Vom-Blatt-Singen und Fähigkeit, Gehörtes aufschreiben zu können, werden geschult, sowie das Rhythmusgefühl und die Fähigkeit zum Transponieren werden geübt. Als Voraussetzung müssen alle Kinder erst das Notenlesen beherrschen, bevor sie ein Instrument lernen. Das Notenlesen lernen sie im Solfeggio-Unterricht in der Gruppe. Der Gruppenunterricht ist ein zentraler Bestandteil von Kodálys Konzeption hinsichtlich der Instrumentalausbildung.
Im zweiten Jahr der Singausbildung können die Kinder auch instrumentalen Einzelunterricht bekommen, der durch den Solfeggio-Unterricht ergänzt wird.

## Methodische Unterrichtsprinzipien
Die relative Solmisation übernahm Kodály nachträglich in seine Reformidee. Ursprünglich stammt die Methode aus England, wo bereits im 19. Jahrhundert u. a. John Curwen diese Methode im Musikunterricht eingeführt hatte.
Die relative Solmisation nimmt in der Kodály-Konzeption eine zentrale Rolle ein. Sie dient der musikalischen Erziehung des Volkes, aus der sowohl Hörer als auch Fachmusiker herangezogen werden sollen. Das Solfeggio dient der Hörerziehung und der Bildung des musikalischen Verstandes.
In der Solmisations-Methode gibt es für sieben Silben, die für die Stufen der Tonleiter stehen, jeweils ein unterschiedliches Handzeichen. Die Silben heißen do-re-mi-fa-so-la-ti-do. Sie können nach Bedarf abgewandelt werden, so dass bei Alterationen fa zu fi wird, so zu si und ti zu ta und zwar in Abhängigkeit davon, ob der Ton erhöht oder erniedrigt werden soll.
Auch die Schulung der rhythmischen Vorstellung erfolgt ebenfalls mit Silben: ta-ti-ti: lang-kurz-kurz, unterstützt mit Bewegungselementen aus der Rhythmik von Émile Jaques-Dalcroze. Die Hand ist vielfältig eingesetztes Hilfsmittel für die Darstellung der Tonsilben, fürs Klatschen, für die Begleitung beim Schreiten, und bietet Möglichkeit die Solmisations-Handzeichen darzustellen oder auch die Gesten beim Taktieren. Weiterhin lassen sich die Hände als Ersatz des Liniensystems gebrauchen und können als Veranschaulichungsmittel für Formverläufe und Modulationen eingesetzt werden. Die Hand kann auch Hilfestellung beim Erarbeiten der Harmonielehre geben.
Begonnen wird mit den Handzeichen bereits im Kindergarten, wobei das Tonmaterial schrittweise systematisch erweitert wird: Im Kindergartenalter werden erst Lieder mit Ruf-Terz solmisiert gesungen, dann folgen progressiv Stücke, die eine pentatonische Tonleiter, Dur-Moll-Dreiklang, Dur-Moll-Pentachord, Hexachord, siebenstufige Tonleiter bis hin zu übermäßigen und verminderten Intervallen, beinhalten.

## Verbreitung und Auswirkung der Kodály-Methode
Kodálys Reformforderungen wurden von seinen Schülern verbreitet und zeigen sich seit der Schulreform 1948, seitdem es in Ungarn ein einheitlich aufgebautes Schulsystem gibt. Der Musikunterricht basiert in den allgemeinbildenden Schulen und auch in den Musikschulen auf der „Kodály-Methode“. Neu war, dass spezielle Musikgrundschulen eingerichtet wurden, deren Lehrplan jeden Tag Musikunterricht vorsieht.
Ausschlaggebend für die Verbreitung der Kodály-Methode war 1964 die Konferenz der ISME (International Society of Music Education in Ungarn), die 1953 von Leo Kestenberg gegründet wurde. Die Kodály-Methode fand weltweit Verbreitung.
Vor allem in den USA wurde die Methode unkritisch adaptiert, wobei in Europa weiterhin die Adaption mit Bedenken verbreitet wird. Seit der Gründung der International Kodály Society (IKS) 1975 in Kodálys Geburtsstadt Kecskemét, werden Kodálys Ideen auch in den Kodály-Gesellschaften weiterentwickelt.